# غلين إلير
غلين إلير (بالإنجليزية: Walton Eller)‏ هو لاعب رماية أمريكي، ولد في 6 يناير 1982 في هيوستن في الولايات المتحدة.

## وصلات خارجية
- غلين إلير على موقع الاتحاد الدولي (الإنجليزية)
- غلين إلير على موقع أوليمبيديا (الإنجليزية)